# Coupe d'Asie masculine de hockey sur gazon 2025
Navigation
Jakarta 2022 2029
La Coupe d'Asie masculine de hockey sur gazon 2025 sera la 12e édition de la Coupe d'Asie masculine de hockey sur gazon, une compétition de hockey sur gazon organisée tous les 4 ans par la Fédération asiatique de hockey. Le tournoi se déroulera à Rajgir en Inde du 29 août au 7 septembre 2025.

## Organisation
Le 20 novembre 2024, l'Inde est désignée pays organisateur avec pour ville hôte Rajgir juste après l'organisation du Champions Trophy d'Asie féminin 2024. Le 31 mars 2025, la fédération Hockey India confirme l'organisation de l'événement avec Rajgir en tant que ville hôte.

### Ville hôte
| [[Fichier:India location map.svg\|240px\|{{#if:\|{{{alt}}}\|Coupe d'Asie masculine de hockey sur gazon 2025 est dans la page Inde.]]Rajgir | Rajgir                                 |
| --- | -------------------------------------- |
| [[Fichier:India location map.svg\|240px\|{{#if:\|{{{alt}}}\|Coupe d'Asie masculine de hockey sur gazon 2025 est dans la page Inde.]]Rajgir | Bihar Sports University Hockey Stadium |
| [[Fichier:India location map.svg\|240px\|{{#if:\|{{{alt}}}\|Coupe d'Asie masculine de hockey sur gazon 2025 est dans la page Inde.]]Rajgir | Capacité: Inconnu                      |
| [[Fichier:India location map.svg\|240px\|{{#if:\|{{{alt}}}\|Coupe d'Asie masculine de hockey sur gazon 2025 est dans la page Inde.]]Rajgir |                                        |

## Qualifications
Les six premières équipes de la zone Asie du Classement mondial de la FIH sont automatiquement qualifiées pour la Coupe d'Asie.
Taipei et Oman, finalistes de la Coupe AHF, sont également qualifiées pour la Coupe d'Asie.
Le 6 août 2025, le Bangladesh obtient finalement sa place pour la Coupe d'Asie à la suite du forfait du Pakistan, malgré sa 3e place lors de la Coupe AHF.
Le 19 août 2025, le Kazakhstan obtient finalement aussi sa place pour la Coupe d'Asie à la suite du forfait d'Oman, malgré sa 4e place lors de la Coupe AHF.

### Nations qualifiées
| Événement              | Dates              | Lieu    | Quotas | Qualifiés                                       |
| ---------------------- | ------------------ | ------- | ------ | ----------------------------------------------- |
| Classement mondial FIH | NC                 | NC      | 5      | Chine Inde Japon Malaisie Corée du Sud Pakistan |
| Coupe AHF 2025         | 17 - 27 avril 2025 | Jakarta | 1      | Taipei Oman                                     |
| Réallocation           | 6 août 2025        | NC      | 1      | Bangladesh                                      |
| Réallocation           | 19 août 2025       | NC      | 1      | Kazakhstan                                      |
| Total                  | Total              | Total   | 8      |                                                 |

## Format
Huit équipes sont réparties en deux groupes de quatre équipes. Le format est celui d'un tournoi toutes rondes : chaque équipe joue un match contre les trois autres équipes du même groupe.
Les deux premiers de chaque groupe se qualifient pour la phase finale au sein d'un groupe de quatre équipes, tandis que les deux derniers de chaque groupe se qualifient pour la phase de classement sur base d'une phase à élimination directe.

### Critères de départage
En cas d'égalité de points entre plusieurs équipes, les critères suivants sont appliqués dans l'ordre indiqué pour établir leur classement:
1. Plus grand nombre de victoires,
2. Meilleure différence de buts,
3. Plus grand nombre de buts marqués,
4. Plus grand nombre de points marqués entre les équipes concernées,
5. Plus grand nombre de buts marqués de plein jeu.

## Phase de groupes

### Poule A
| Rang | Équipe     | Pts | J | G | N | P | Bp | Bc | Diff |
| ---- | ---------- | --- | - | - | - | - | -- | -- | ---- |
| 1    | Inde H     | 0   | 0 | 0 | 0 | 0 | 0  | 0  | 0    |
| 2    | Japon      | 0   | 0 | 0 | 0 | 0 | 0  | 0  | 0    |
| 3    | Chine      | 0   | 0 | 0 | 0 | 0 | 0  | 0  | 0    |
| 4    | Kazakhstan | 0   | 0 | 0 | 0 | 0 | 0  | 0  | 0    |

- Phase finale
- Phase de classement

| Match 3            | Japon | -   | Kazakhstan |                             |                             |
| 29 août 2025 13h00 |       | (-) |            | Arbitrage : Arbitre vidéo : | Arbitrage : Arbitre vidéo : |

| Match 4            | Inde | -   | Chine |                             |                             |
| 29 août 2025 15h00 |      | (-) |       | Arbitrage : Arbitre vidéo : | Arbitrage : Arbitre vidéo : |

| Match 7            | Chine | -   | Kazakhstan |                             |                             |
| 31 août 2025 13h00 |       | (-) |            | Arbitrage : Arbitre vidéo : | Arbitrage : Arbitre vidéo : |

| Match 8            | Japon | -   | Inde |                             |                             |
| 31 août 2025 15h00 |       | (-) |      | Arbitrage : Arbitre vidéo : | Arbitrage : Arbitre vidéo : |

| Match 11                 | Chine | -   | Japon |                             |                             |
| 1er septembre 2025 17h30 |       | (-) |       | Arbitrage : Arbitre vidéo : | Arbitrage : Arbitre vidéo : |

| Match 12                 | Inde | -   | Kazakhstan |                             |                             |
| 1er septembre 2025 19h30 |      | (-) |            | Arbitrage : Arbitre vidéo : | Arbitrage : Arbitre vidéo : |

### Poule B
| Rang | Équipe         | Pts | J | G | N | P | Bp | Bc | Diff |
| ---- | -------------- | --- | - | - | - | - | -- | -- | ---- |
| 1    | Malaisie       | 0   | 0 | 0 | 0 | 0 | 0  | 0  | 0    |
| 2    | Corée du Sud T | 0   | 0 | 0 | 0 | 0 | 0  | 0  | 0    |
| 3    | Bangladesh     | 0   | 0 | 0 | 0 | 0 | 0  | 0  | 0    |
| 4    | Taipei         | 0   | 0 | 0 | 0 | 0 | 0  | 0  | 0    |

- Phase finale
- Phase de classement

| Match 1            | Malaisie | -   | Bangladesh |                             |                             |
| 29 août 2025 09h00 |          | (-) |            | Arbitrage : Arbitre vidéo : | Arbitrage : Arbitre vidéo : |

| Match 2            | Corée du Sud | -   | Taipei |                             |                             |
| 29 août 2025 11h00 |              | (-) |        | Arbitrage : Arbitre vidéo : | Arbitrage : Arbitre vidéo : |

| Match 5            | Bangladesh | -   | Taipei |                             |                             |
| 30 août 2025 13h00 |            | (-) |        | Arbitrage : Arbitre vidéo : | Arbitrage : Arbitre vidéo : |

| Match 6            | Corée du Sud | -   | Malaisie |                             |                             |
| 30 août 2025 15h00 |              | (-) |          | Arbitrage : Arbitre vidéo : | Arbitrage : Arbitre vidéo : |

| Match 9                  | Bangladesh | -   | Corée du Sud |                             |                             |
| 1er septembre 2025 13h30 |            | (-) |              | Arbitrage : Arbitre vidéo : | Arbitrage : Arbitre vidéo : |

| Match 10                 | Malaisie | -   | Taipei |                             |                             |
| 1er septembre 2025 15h30 |          | (-) |        | Arbitrage : Arbitre vidéo : | Arbitrage : Arbitre vidéo : |

## Phase de classement

### Tableau de classement
|  | Demi-finales pour la 5e place | Demi-finales pour la 5e place | Demi-finales pour la 5e place | Demi-finales pour la 5e place |  |  | 5e place         | 5e place         | 5e place         | 5e place         |
|  |                               |                               |                               |                               |  |  |                  |                  |                  |                  |
|  | 3 septembre 2025              | 3 septembre 2025              | 3 septembre 2025              | 3 septembre 2025              |  |  | 7 septembre 2025 | 7 septembre 2025 | 7 septembre 2025 | 7 septembre 2025 |
|  | A3                            |                               |                               |                               |  |  | 7 septembre 2025 | 7 septembre 2025 | 7 septembre 2025 | 7 septembre 2025 |
|  |                               |                               |                               |                               |  |  | 7 septembre 2025 | 7 septembre 2025 | 7 septembre 2025 | 7 septembre 2025 |
|  | B4                            |                               |                               |                               |  |  | 7 septembre 2025 | 7 septembre 2025 | 7 septembre 2025 | 7 septembre 2025 |
|  | -                             |                               |                               |                               |  |  |                  |                  |                  |                  |
|  | 4 septembre 2025              |                               |                               |                               |  |  |                  |                  |                  |                  |
|  |                               |                               | -                             |                               |  |  |                  |                  |                  |                  |
|  | B3                            |                               |                               |                               |  |  |                  |                  |                  |                  |
|  |                               |                               |                               |                               |  |  |                  |                  |                  |                  |
|  | A4                            |                               |                               |                               |  |  |                  |                  |                  |                  |
|  | 7e place                      |                               |                               |                               |  |  |                  |                  |                  |                  |
|  |                               |                               |                               |                               |  |  |                  |                  |                  |                  |
|  | 6 septembre 2025              |                               |                               |                               |  |  |                  |                  |                  |                  |
|  | -                             |                               |                               |                               |  |  |                  |                  |                  |                  |
|  |                               |                               |                               |                               |  |  |                  |                  |                  |                  |
|  | -                             |                               |                               |                               |  |  |                  |                  |                  |                  |
|  |                               |                               |                               |                               |  |  |                  |                  |                  |                  |

### Demi-finales pour la5eplace
| Match 13               | 3e poule A | -   | 4e poule B |                             |                             |
| 3 septembre 2025 14h30 |            | (-) |            | Arbitrage : Arbitre vidéo : | Arbitrage : Arbitre vidéo : |

| Match 16               | 3e poule B | -   | 4e poule A |                             |                             |
| 4 septembre 2025 14h30 |            | (-) |            | Arbitrage : Arbitre vidéo : | Arbitrage : Arbitre vidéo : |

### Match pour la7eplace
| Match 19               |  | -   |  |                             |                             |
| 6 septembre 2025 14h30 |  | (-) |  | Arbitrage : Arbitre vidéo : | Arbitrage : Arbitre vidéo : |

### Match pour la5eplace
| Match 22               |  | -   |  |                             |                             |
| 7 septembre 2025 14h30 |  | (-) |  | Arbitrage : Arbitre vidéo : | Arbitrage : Arbitre vidéo : |

## Phase finale

### Poule Super 4
| Rang | Équipe | Pts | J | G | N | P | Bp | Bc | Diff |
| ---- | ------ | --- | - | - | - | - | -- | -- | ---- |
| 1    |        | 0   | 0 | 0 | 0 | 0 | 0  | 0  | 0    |
| 2    |        | 0   | 0 | 0 | 0 | 0 | 0  | 0  | 0    |
| 3    |        | 0   | 0 | 0 | 0 | 0 | 0  | 0  | 0    |
| 4    |        | 0   | 0 | 0 | 0 | 0 | 0  | 0  | 0    |

- Finale
- Match pour la 3e place

| Match 14               |  | -   |  |                             |                             |
| 3 septembre 2025 17h00 |  | (-) |  | Arbitrage : Arbitre vidéo : | Arbitrage : Arbitre vidéo : |

| Match 15               |  | -   |  |                             |                             |
| 3 septembre 2025 19h30 |  | (-) |  | Arbitrage : Arbitre vidéo : | Arbitrage : Arbitre vidéo : |

| Match 17               |  | -   |  |                             |                             |
| 4 septembre 2025 17h00 |  | (-) |  | Arbitrage : Arbitre vidéo : | Arbitrage : Arbitre vidéo : |

| Match 18               |  | -   |  |                             |                             |
| 4 septembre 2025 19h30 |  | (-) |  | Arbitrage : Arbitre vidéo : | Arbitrage : Arbitre vidéo : |

| Match 20               |  | -   |  |                             |                             |
| 6 septembre 2025 17h00 |  | (-) |  | Arbitrage : Arbitre vidéo : | Arbitrage : Arbitre vidéo : |

| Match 21               |  | -   |  |                             |                             |
| 6 septembre 2025 19h30 |  | (-) |  | Arbitrage : Arbitre vidéo : | Arbitrage : Arbitre vidéo : |

### Match pour la3eplace
| Match 23               |  | -   |  |                             |                             |
| 7 septembre 2025 17h00 |  | (-) |  | Arbitrage : Arbitre vidéo : | Arbitrage : Arbitre vidéo : |

### Finale
| Match 24               |  | -   |  |                             |                             |
| 7 septembre 2025 19h30 |  | (-) |  | Arbitrage : Arbitre vidéo : | Arbitrage : Arbitre vidéo : |

## Statistiques

### Classement final
| Rang                     | Groupe | Équipe         | J | V | N | P | BP | BC | +/- | Pts | Classement mondial FIH | Classement mondial FIH | Classement mondial FIH |
| Rang                     | Groupe | Équipe         | J | V | N | P | BP | BC | +/- | Pts | Avant                  | Après                  | +/-                    |
| ------------------------ | ------ | -------------- | - | - | - | - | -- | -- | --- | --- | ---------------------- | ---------------------- | ---------------------- |
| Médaille d'or, Asie      | A      | Inde H         | 0 | 0 | 0 | 0 | 0  | 0  | 0   | 0   | 7                      |                        |                        |
| Médaille d'argent, Asie  | B      | Malaisie       | 0 | 0 | 0 | 0 | 0  | 0  | 0   | 0   | 12                     |                        |                        |
| Médaille de bronze, Asie | B      | Corée du Sud T | 0 | 0 | 0 | 0 | 0  | 0  | 0   | 0   | 13                     |                        |                        |
| 4                        | A      | Japon          | 0 | 0 | 0 | 0 | 0  | 0  | 0   | 0   | 18                     |                        |                        |
| 5                        | A      | Chine          | 0 | 0 | 0 | 0 | 0  | 0  | 0   | 0   | 23                     |                        |                        |
| 6                        | B      | Bangladesh     | 0 | 0 | 0 | 0 | 0  | 0  | 0   | 0   | 29                     |                        |                        |
| 7                        | B      | Taipei         | 0 | 0 | 0 | 0 | 0  | 0  | 0   | 0   | 38                     |                        |                        |
| 8                        | A      | Kazakhstan     | 0 | 0 | 0 | 0 | 0  | 0  | 0   | 0   | 81                     |                        |                        |

|  | Nation qualifiée pour la Coupe du monde 2026                         |
|  | Nations qualifiées pour les Qualifications de la Coupe du monde 2026 |